# Augustianki
Zgromadzenie Sióstr Świętego Augustyna, którego członkinie są nazywane augustiankami, ma swoje początki we wczesnym średniowieczu. Św. Augustyn w jednym ze swoich listów z 423 określił zasady życia monastycznego dla zgromadzenia mniszek w Hippo Regius. Ten sposób życia rozwijał się przez cały okres średniowiecza, jednak w przeciwieństwie do męskiego zakonu augustianów, formalnie powstałego w XIII wieku, klasztory sióstr augustianek nie posiadały organizacji ani jednolitych reguł – dopiero w XV w. klasztory zostały objęte organizacją i odtąd funkcjonowały jako żeńska gałąź zakonu augustiańskiego.
Do Polski zakon trafił w końcu XVI wieku: efektem zezwolenia generała zakonu augustianów na założenie wspólnoty z 1583 było założenie domu zakonnego na Kazimierzu pod Krakowem, przy kościele św. Katarzyny, który funkcjonuje tam do dzisiaj.